# 2006 au théâtre
| Années du théâtre : 2003 - 2004 - 2005 - 2006 - 2007 - 2008 - 2009    |
| Décennies du théâtre : 1970 - 1980 - 1990 - 2000 - 2010 - 2020 - 2030 |

Cet article présente les faits marquants de l'année 2006 au théâtre.

## Pièces de théâtre représentées
- 11 janvier : Le Baladin du monde occidental de John Millington Synge, mise en scène Marc Paquien, Théâtre de Chaillot
- 19 janvier : Confidences, de Florence d'Azémar, Théâtre Agitakt
- 28 janvier : Pygmalion de George Bernard Shaw, mise en scène Nicolas Briançon, Théâtre Comedia
- 7 mars : Forêts de Wajdi Mouawad, mise en scène de l'auteur, théâtre de Chambéry
- 7 mars : L'École des femmes de Molière, mise en scène Coline Serreau, Théâtre de la Madeleine
- 15 mars : Cris de Laurent Gaudé, mise en scène Stanislas Nordey, TNP Villeurbane
- 27 avril : Du même ventre de Catherine Anne, mise en scène de l'auteur, Théâtre de l'Est parisien
- 6 juin : La Maladie de la mort de Marguerite Duras, mise en scène Bérangère Bonvoisin, Théâtre de la Madeleine

- 7 juillet : Née trouée d'Ophélie Jaësan, mise en scène de l'auteur, Théâtre de la Poulie
- 5 septembre : Rutabaga Swing de Didier Schwartz, mise en scène Philippe Ogouz, Théâtre 13
- 7 septembre : Le Cabaret des hommes perdus de Christian Siméon, mise en scène Jean-Luc Revol, Théâtre du Rond-Point
- 8 septembre : Marie Stuart de Wolfgang Hildesheimer, mise en scène Didier Long, Théâtre Marigny, avec Isabelle Adjani
- 15 septembre : Blanc d'Emmanuelle Marie, mise en scène Zabou Breitman, Théâtre de la Madeleine
- 20 septembre : Si c'était à refaire de Laurent Ruquier, mise en scène Jean-Luc Moreau, Théâtre de la Renaissance
- 26 septembre : Dans la luge d’Arthur Schopenhauer de Yasmina Reza, mise en scène Frédéric Bélier-Garcia, Théâtre Ouvert
- 28 septembre : Quartett d’Heiner Müller, mise en scène Bob Wilson, Odéon-Théâtre de l'Europe, avec Isabelle Huppert
- 10 octobre : Jusqu'à ce que la mort nous sépare de Rémi de Vos, mise en scène Éric Vigner, théâtre de Lorient
- 27 octobre : Cabaret de Joe Masteroff, Kander et Ebb, mise en scène Sam Mendès, Folies Bergère

## Festival d'Avignon

### Cour d'honneur duPalais des Papes
- x

## Récompenses
- 24 avril : 20e Nuit des Molières (Molières 2006)

## Décès
- 1er janvier : Jacques Charby (°1929)
- 9 janvier : Mikk Mikiver, acteur et metteur en scène estonien (°1937)
- 10 janvier : Philippe Dumat, acteur français (°1925)
- 13 janvier : Lita Recio, comédienne française (°1906)
- 14 janvier : Shelley Winters, actrice américaine (°1920)
- 25 janvier : Robert Ancelin, comédien français (°1922)
- 30 janvier : Wendy Wasserstein, dramaturge américaine (°1950)
- 8 février : Thierry Fortineau, comédien français (°1953)
- 14 février : Darry Cowl, musicien et comédien français (°1925)
- 23 février : Benno Besson, acteur et metteur en scène suisse (°1922)
- 15 mars : Jacques Legras, acteur français (°1923)
- 7 avril : Qəmər Almaszadə, ballerine azerbaïdjanaise (°1915)
- 16 avril : Philippe Castelli, acteur français (°1925)
- 22 avril : Alida Valli, actrice italienne (°1921)
- 28 avril : Jeannine Worms, dramaturge française (°1923)
- 11 mai : Mony Dalmès, actrice française (°1914)
- 24 mai : Claude Piéplu, acteur français (°1923)
- 15 juin : Raymond Devos, humoriste franco-belge (°1922)
- 13 juillet : Romain Weingarten, dramaturge français (°1926)
- 19 juillet : Gérard Oury, auteur, metteur en scène et acteur français (°1919)
- 25 juillet : Lise Delamare, actrice française (°1913)
- 8 août : Bernard Evein, scénographe français (°1929)
- 12 septembre : 
  - Marc François, acteur et metteur en scène français (°1960)
  - Daniel Znyk, comédien français (°1959)
- 17 septembre : 
  - Nicolas Vogel, comédien français (°1925)
  - Alexeï Loktev, comédien russe (°1939)
- 17 octobre : Daniel Emilfork, comédien chilien (°1924)
- 30 octobre : Junji Kinoshita, dramaturge et japonais (°1914)
- 23 novembre : Philippe Noiret, comédien français (°1930)
- 1er décembre : Claude Jade, actrice française (°1948)